# Małgorzata Ostrowska (album)
Małgorzata Ostrowska – album kompilacyjny zawierający wcześniej niepublikowane nagrania Małgorzaty Ostrowskiej z zespołami Lombard, Zander, Dżem, Basspace i Acid Drinkers oraz Michałem Urbaniakiem.

## Lista utworów
1. "Mister of America" z grupą Lombard – 5:15
2. "Dotykaj mnie" z grupą Lombard – 3:00
3. "Tylko mi nie mów o miłości" z grupą Lombard – 4:10
4. "Król rock and rolla" z grupą Zander – 4:30
5. "Wojna o nic" z grupą Zander – 4:15
6. "Bring it on home to me" z grupą Lombard – 4:05
7. "Traveling Band" z grupą Lombard – 2:25
8. "Out of reach" z grupą Dżem – 5:20
9. "Born under a bad sign" z grupą Dżem – 4:05
10. "To tylko słowa" z Michałem Urbaniakiem – 5:15
11. "Cristal Clear" z Michałem Urbaniakiem – 4:33
12. "Naucz mnie czekać" z grupą Basspace – 3:45
13. "Polowania, polowania" z grupą Acid Drinkers – 3:35
14. "Kobra w mojej głowie" z grupą Acid Drinkers – 5:10

## Listy przebojów
| 1988 | Mister of America | 7 |